# Pseudohaetera obscura
Pseudohaetera obscura är en fjärilsart som beskrevs av Krüger 1925. Pseudohaetera obscura ingår i släktet Pseudohaetera och familjen praktfjärilar. Inga underarter finns listade.